# اریکا براون
اریکا براون (انگلیسی: Erika Brown؛ زادهٔ ۲۷ اوت ۱۹۹۸) شناگر اهل ایالات متحده آمریکا است.
وی در مسابقات کشوری و بین‌المللی در مجموع برندهٔ ۳ مدال طلا، ۱ مدال نقره، ۱ مدال برنز شده‌است.